# Iodaceton
Iodaceton ist eine organische Verbindung aus der Gruppe der Ketone und ein iodiertes Derivat des Acetons.

## Geschichte
Im Ersten Weltkrieg wurde Iodaceton als tränenreizender Kampfstoff getestet, hatte jedoch gegenüber anderen Verbindungen wie Ethyliodacetat, Bromaceton und Xylylbromid eine deutlich untergeordnete Bedeutung.

## Herstellung
Iodaceton kann durch Finkelstein-Reaktion von Chloraceton mit Kaliumiodid hergestellt werden.

## Reaktionen
Die Reaktion von Iodaceton mit O-Benzylhydroxylamin-Hydrochlorid wird Iodaceton-O-benzyloxim erhalten. Dieses eignet sich als Reagenz, um eine Acetonylgruppe in andere Verbindungen einzuführen.
Iodaceton tritt als Intermediat in der Synthese von Dimethyl-2-oxopropylphosphonat auf. Dabei wird Chloraceton in situ durch Reaktion mit Kaliumiodid in Iodaceton umgewandelt und dann mit Trimethylphosphit umgesetzt. Das Produkt ist wiederum Vorläufer für die Synthese des Ohira-Bestmann-Reagenzes.